# リトアニア公国
リトアニア公国（リトアニアこうこく、ラテン語: Ducatus Lithuaniae、リトアニア語: Lietuvos kunigaikštystė）は12世紀から1413年まで存在したリトアニア民族の土地で構成された国家のことをさす。 大部分の時代を通じてリトアニア大公国の一部分且つ中核を成していた。領域の構成のその他代わりの名前はアウクシュタイティヤ、リトアニアの地（11世紀 – 13世紀）、ヴィリニュス公国（14世紀 – 15世紀）、原リトアニア及び単に狭い意味でのリトアニアである。

## 歴史

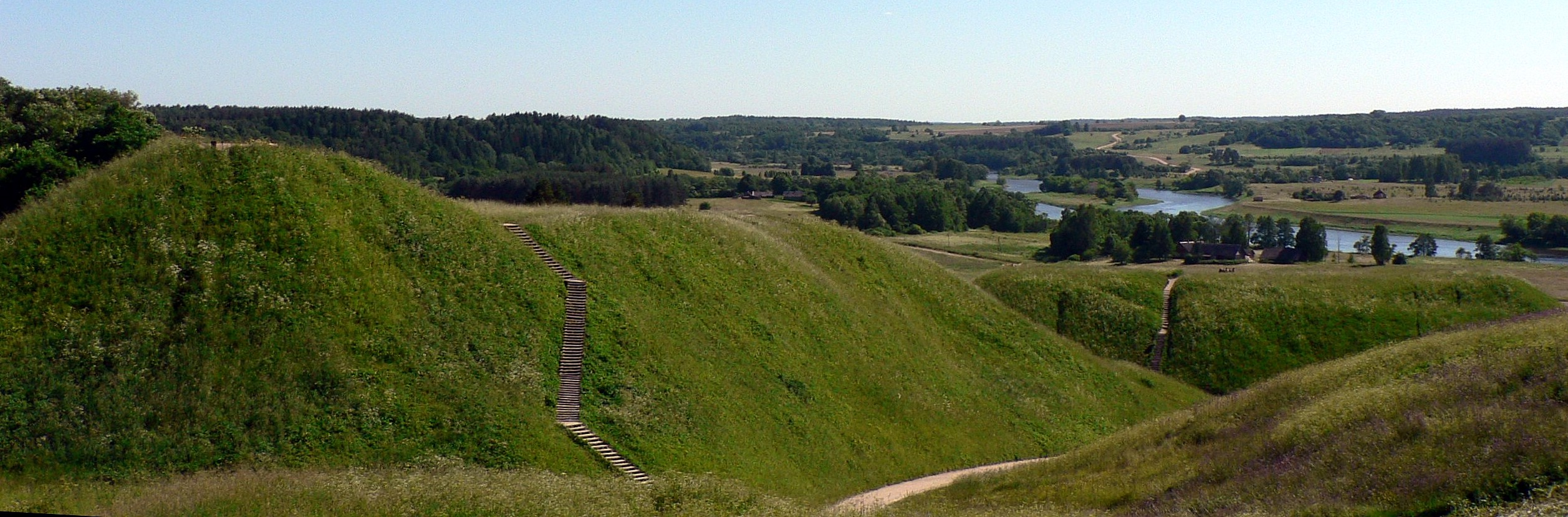
11世紀から12世紀にかけてのリトアニア高地であるケルナヴェ。

国家の形成は今日のリトアニアの中央部及びアウクシュタイティヤ及びリエトゥヴァの地 (リトアニア語: Lietuvos žemė)として知られる東部にて出現した。ネリス川左岸のリトアニア中央部にて形成され、急速に東部に拡大したと推測される。彼の地は1009年にLitua (リトアニアの名を参考のこと)として言及される。領域は、頭文字が名前を意味するアウクシュタイティヤ人や"リトアニア人"といったリトアニアの部族の年長の公によって統治された。 
リトアニア大公国ないしリトアニア王国（1251年 – 1263年）として知られるようになる12世紀ないし13世紀におけるリトアニア国家の拡大以降は、リトアニア公国は公によって統治され、王朝の関連性により相続される行政単位となった。公国の主要な行政の中心地は13世紀までケルナヴェであったと思われる。
14世紀以降はリトアニア大公ヴィテニスの統治のもとで本来のリトアニア公国の東部で形成されたことから公国がヴィリニュス公国（その南西部は、新たに古トラカイ城を築いたゲディミナスの支配下でトラカイ公国として分離した）として知られるようになったのももっともらしいことと言える。トラカイ公国は、同地を自身の支配地域としていたケーストゥティスによる統治が始まった1337年に存在したことは確実であることが知られている。これは将来のトラカイ首長領の原点である。
最後のリトアニア公（ラテン語: Dux Lithuaniae）は、1392年のアストラヴァの和平でヨガイラ（父のアルギルダスからリトアニア公を継承していた）から授けられたヴィータウタスである。1397年以降は公国は長老領の地位に納まり、それはジェマイティヤ長老領に匹敵した。 1413年にヴィータウタスによるホロドウォ合同に基づく行政上の改革後に公国は消滅して新たに創立されたヴィリニュス首長領の一部となった。